# سیوداد دل پلاتا
سیوداد دل پلاتا (به اسپانیایی: Ciudad del Plata) شهری در کشور اروگوئه، استان سن خوزه است که جمعیت آن در سرشماری سال ۲۰۰۴ میلادی ۲۶۵۸۲ نفر بوده‌است.